# Batalha de Blair Mountain
A Batalha de Blair Mountain foi a maior revolta trabalhista da história dos Estados Unidos, sendo o maior conflito armado interno desde a Guerra Civil Americana. O conflito ocorreu em 1921 no Condado de Logan, localizado no estado da Virgínia Ocidental, sendo parte das guerras do carvão, uma série de conflitos que irromperam nos Apalaches no início do século XX por questões trabalhistas. Cerca de 100 pessoas perderam a vida e muitos outros saíram feridos dos confrontos. O sindicato dos trabalhadores da mineração (United Mine Workers), viu um grande declínio no seu número de associados com as batalhas que ocorreram, porém, a publicidade ocasionada, acabou trazendo algumas melhorias a longo prazo.
Durante cinco dias, no início de agosto de 1921, cerca de 10 000 mineiros armados confrontaram 3000 homens da lei apoiados por fura greves (chamados de defensores de Logan), sendo estes apoiados pelos proprietários das mineradoras. A batalha terminou quando a Guarda Nacional da Virginia Ocidental, interveio sob ordens do governo federal.

## Visão Geral

### United Mine Workers
Desde a fundação do sindicato dos mineradores (United Mine Workers), em 1890, as minas de carvão do Condado de Mingo na Virgínia Ocidental, davam preferência a contratação de trabalhadores não filiados ao sindicato, como os trabalhadores viviam basicamente em moradias pertencentes aos proprietários das minas, aqueles que aderiam ao sindicato eram despejados de suas casas. Em 1920 sob iniciativa do novo presidente sindical, John L. Lewis, se tentou pôr fim a onda antissindicalista na área. O novo presidente sofria pressão de mineiros que viviam sob retaliação, dos quais alguns participaram da greve sindical de 1919, que afetou várias empresas de mineração da Virginia Ocidental.
O impulso pela sindicalização incluiu esforços de “Mother” Jones, que desprendeu discursos inflamados em favor das filiações aos sindicatos, mesmo aos 83 anos de idade, e de Frank Keeney, então presidente do sindicato distrital. Mais de 3000 mineiros do Condado de Mingo filiaram-se no sindicato, sendo então demitidos imediatamente, como ato de retaliação, além disso as empresas mineradoras contrataram a Agência de Detetives Baldwin-Felts, para auxiliar no despejo das famílias de seus ex-funcionários.

### O Massacre de Matewan
Em 19 de maio de 1920, alguns detetives da Baldwin-Feltz, incluindo Lee Feltz, chegaram em Matewan para fazer contato com Albert Feltz, Albert e Lee eram irmãos de Thomas Feltz, coo-fundador e diretor da agência privada de detetives. Albert já estava na área há alguns dias, e havia tentado subornar o prefeito Cabell Testerman, para conseguir colocar metralhadoras nos telhados dos edifícios da cidade, sendo recusada tal oferta pelo prefeito.
Naquela tarde Albert e Lee juntamente com mais 11 homens armados foram até um vilarejo sob propriedade da mineradora Stone Mountain Coal Co., o primeiro ato de despejo foi praticado contra uma mulher e seus filhos, sendo que o seu marido não estava em casa no momento do despejo, eles foram colocados para fora sob a mira de armas, sendo seus objetos espalhados pela rua em meio a chuva que caía. A cena deixou a comunidade perplexa e revoltada, sendo que os mineiros que presenciaram a cena denunciaram as autoridades o que havia acontecido.
Enquanto os agentes caminhavam até a estação de trem para deixar a cidade, o chefe de polícia Sid Hatfield acompanhado por um grupo de mineiros armados, confrontou os homens anunciando que eles seriam presos. Albert Feltz apresentou então um mandado que ele possuía para prender Hatfield, o prefeito Testerman sendo alertado da prisão de Hatfdield, foi até a rua para verificar o que estava acontecendo, ao tomar em mãos o tal mandato constatou que na verdade o documento era falso, isso irrompeu uma troca de tiros entre Hatfield e o agente Albert Feltz, dez pessoas morreram no incidente, entre eles o prefeito Testerman, e os irmãos Albert e Lee Feltz, desses dez mortos, três deles eram residentes da cidade, e os outros sete detetives da Agência Baldwin-Feltz.
Esta disputa armada ficou conhecida como “O Massacre de Matewan”, tendo um grande significado simbólico para os mineiros. A aparente invencível Agência de Detetives Baldwin-Feltz havia sido derrotada, o chefe de polícia Sid Hatfield, imediatamente se tornou um herói local e uma lenda, sendo um símbolo de esperança contra a opressão das mineradoras e seus pistoleiros contratados.

## Aumento das Tensões

### Inicio dos conflitos
Entre o verão e a primavera de 1920, o sindicato ganhou novos filiados no Condado de Mingo, enquanto a resistência das mineradoras aumentava. Alguns conflitos armados ocorreram, sendo que no final de junho a polícia estadual sob o comando do capitão Brockus, invadiu uma colônia mineradora em Lick Creek, os mineiros garantiram que atirariam em Brockus e seus homens caso não fossem embora, como resposta a polícia abriu fogo, prendendo alguns mineiros e destruindo o acampamento. Ambos os lados se reforçavam antevendo um possível conflito, Sid Hatfield havia transformado a joalheria de Testerton em uma loja de armas, se preparando para os possíveis conflitos que se tornavam cada vez mais eminentes.
Em 26 de janeiro de 1921, o julgamento do chefe de polícia Hatfield por ter matado Albert Feltz tem início, sendo destaque nacional e trazendo muita atenção a causa dos mineiros. Hatfield ganhou status de lenda na localidade, dando entrevistas para a imprensa e aumentando cada fez mais sua fama. Todos os homens levados a julgamento foram absolvidos, porém os sindicatos tinham outros problemas para se preocupar, as minas de carvão aos poucos iam reabrindo, contratando mão de obra de profissionais não sindicalizados e ex-membros dos sindicatos. Em maio de 1921 o sindicato organiza ataques contra as minas não sindicalizadas, o conflito ficaria conhecido como “A Batalha de Três Dias”, a batalha chegou ao fim sob a bandeira de uma trégua e a imposição de lei marcial. Porém para os mineiros a impressão aparente era que tais medidas serviam apenas para sua punição, passando a sofrer prisões pelos motivos mais banais encontrados, enquanto os homens servindo as mineradoras não recebiam o mesmo tratamento.

### Assassinato de Sid Hatfield
No meio de toda a tensão, Hatfield novamente foi a julgamento, desta vez por ser suspeito de ter dinamitado uma caçamba de carvão pertencente a uma das mineradoras. Na viagem acompanhava-o seu velho amigo Ed Chambers, e suas esposas. Após chegar ao tribunal, Hatfield e Ed sendo flanqueados por suas esposas e desarmados, foram emboscados enquanto subiam as escadas por homens da agencia Baldwin-Feltz, que abriram fogo matando os dois no local aos olhares desesperados de suas esposas. Os corpos de ambos foram enviados a Matewan, e as notícias sobre os assassinatos causaram revolta na população.
Os mineiros revoltados com o assassinado de Hatfield, e sabendo que os assassinos escapariam sem punição, começaram a se organizar, realizando patrulhas nas áreas próximas aos seus acampamentos, esperando um eventual combate que pudesse ocorrer. O xerife do Condado de Logan, enviou guardas para conter a revolta dos mineiros, porém todos os homens enviados foram capturados, desarmados e enviados de volta ao condado.
Em 7 de agosto de 1921, os líderes do sindicato dos minerados (United Mine Workers) do distrito 17, que abrangia grande parte do sul da Virginia Ocidental, convocaram um comício na capital Charleston. Os líderes do movimento eram Frank Keeney e Fred Mooney, que já haviam participado de outros conflitos na região, ambos eram locais e tinham boa articulação. Keeney e Mooney se encontraram com o governador do estado Ephraim F. Morgan e lhe apresentaram uma petição contendo as reivindicações dos trabalhadores. Morgan, porém, rejeitou as demandas do documento, aumentando a impaciência do grupo que começou a anunciar que marcharia até o Condado de Mingo, libertaria os mineiros sitiados e acabaria com a lei marcial, colocando ordem na cidade. Porém forças de Blair Mountain e do Condado de Logan já estavam preparadas para possíveis conflitos, prenunciando a batalha que ocorreria.

## A Batalha
No comício em 7 de agosto, Mary Harris “Mother” Jones, clamou para que os mineiros não marchassem até Mingo e Logan, dizendo que a violência não seria uma boa forma de estabelecer o sindicato, acusada por muitos de ter perdido sua coragem, ela temia que a marcha terminasse em um banho de sangue, onde os mineiros mal armados, sofreriam um massacre das forças policias, mais bem preparadas e com melhor armamento. Contudo, revoltados com o tratamento recebido pelas autoridades, o grupo decidiu que marcharia até Logan, e enfrentaria as forças policiais, há estimativas de que 13 000 mineiros marcharam quatro dias com destino ao Condado, muitos deles impacientes com a demora e ansiosos pela batalha decidiram ir de trem chegando à Danville, no Condado de Boone, onde outra coluna caminhava em ritmo adiantado.

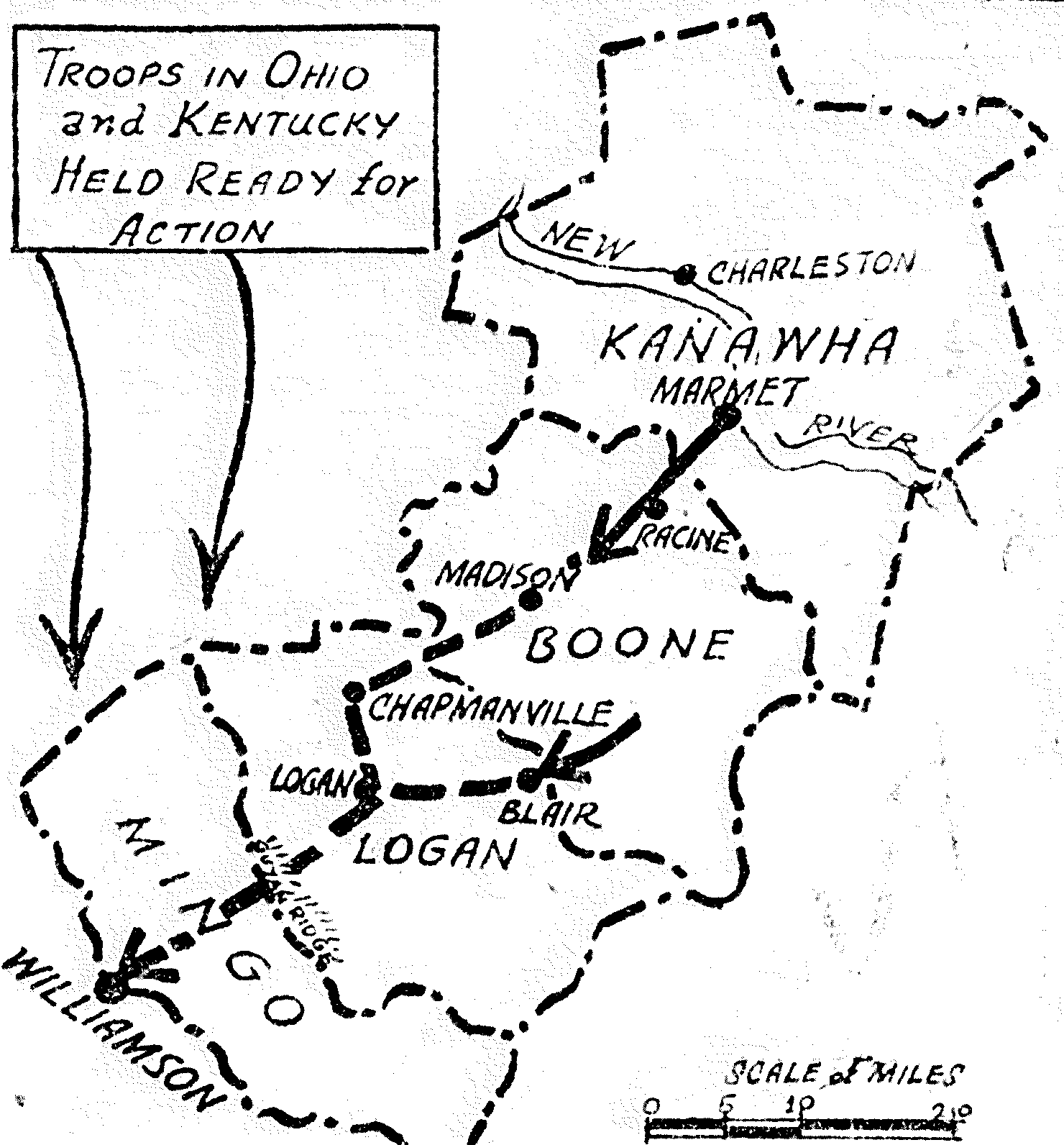
Mapa indicando a rota trilhada pelos mineiros na batalha de Blair Mountain.

Durante a marcha Keeney e Mooney fugiram para Ohio, enquanto o impetuoso Bill Blizzard assumira a liderança dos mineiros. Enquanto isso, o xerife Chafin, recebendo apoio da Associação de Operadores de Minas de Carvão do Condado de Logan, reunira uma tropa formada por 2000 homens, sendo este o maior exército privado do país naquele momento, o grupo começou a preparar defesas em Blair Mountain, já esperando o ataque que viria pela frente.  
O primeiro embate ocorreu na manhã de 25 de agosto, no dia seguinte o presidente Warren Harding, ordenou que as tropas federais agissem. Após uma longa reunião em Madison, sede do Condado de Boone, os mineiros foram convencidos a abandonar a batalha e voltar para casa, porém o xerife Chafin não perderia a oportunidade de travar sua batalha pessoal contra os sindicalistas, rumores chegaram à Boone, de que os homens de Chafin haviam aberto fogo contra simpatizantes dos sindicalistas ao norte de Blair Mountain, algumas famílias segundo rumores teriam sido feridas por estarem no meio do tiroteio. Enfurecidos os mineiros tomaram alguns trens e voltaram à Blair Mountain imediatamente.
Em 29 de agosto, a batalha se acirrou, os homens de Chafin estavam em menor número, porém tinham a vantagem geográfica e melhores armamentos a seu favor, além disso foram contratados aviões particulares para bombardear os pontos em que os mineiros estavam concentrados, eram utilizadas bombas caseiras, uma mistura de gás e veneno, que foram despejadas em vários locais das cidades de Jeffery, Sharples e Blair. 
Em 30 de agosto o coronel William Eubanks da Guarda Nacional da Virginia Ocidental, foi posto no comando das operações para por fim ao conflito e restaurar a ordem. Confrontos armados continuaram a acontecer por algumas semanas, com os mineiros chegando muito próximo de invadir as cidades não sindicalizadas ao sul, em Logan e Mingo. Cerca de 30 homens das forças do Xerife Chafin perderam a vida, enquanto cerca de 100 mineiros morreram, além de um número expressivo de homens feridos de ambos os lados. 

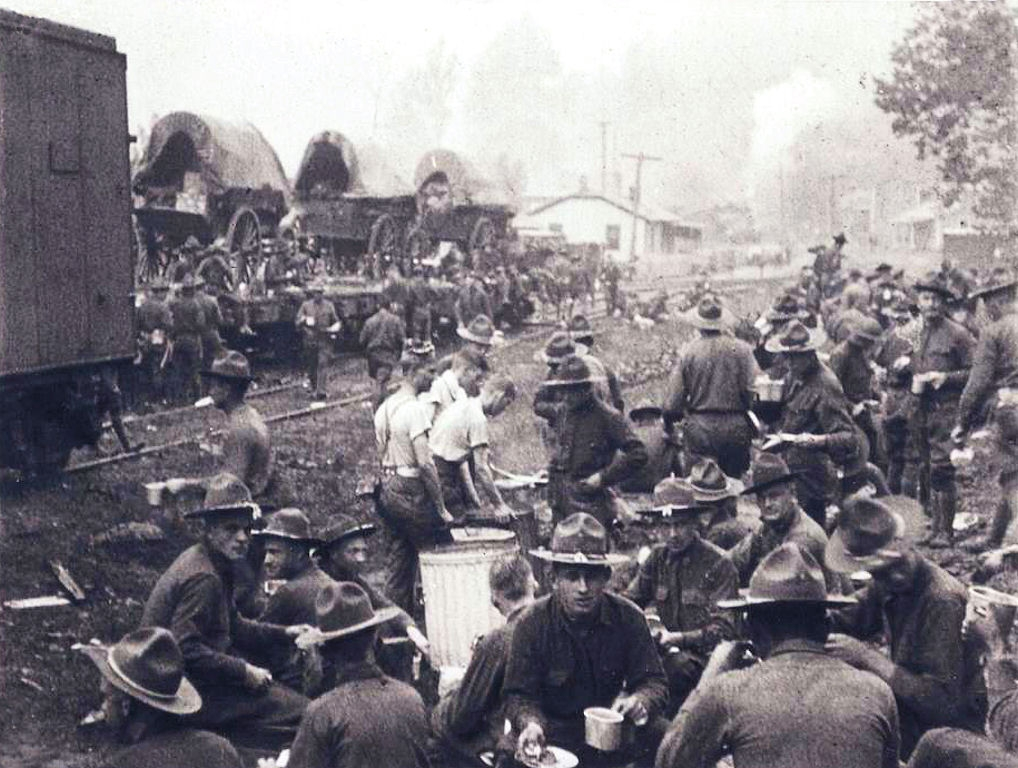
Imagens da chegada das tropas federais ao oeste da Virgínia Ocidental.

As tropas federais chegaram em 2 de setembro, Bill Blizzard passou a incentivar que os mineiros voltassem para casa, temendo novas mortes, armamentos e munições foram escondidos nas florestas do Condado de Logan, das quais muitas são encontradas até os dias de hoje por colecionadores e exploradores da região. 
Após a chegada das tropas federais, 895 mineiros foram presos, acusados de assassinato, conspiração, participação em assassinato e traição contra o estado da Virgínia Ocidental. Muitos mineiros foram soltos por júris simpatizantes, porém alguns ficaram por anos encarcerados, sendo que o último deles foi posto em liberdade em 1925. No caso de Blizzard, uma bomba que não explodiu e que foi coletada e utilizada pelos mineiros nos julgamentos, serviu como prova da brutalidade das autoridades e das companhias, sendo ele absolvido das acusações.

## Legado

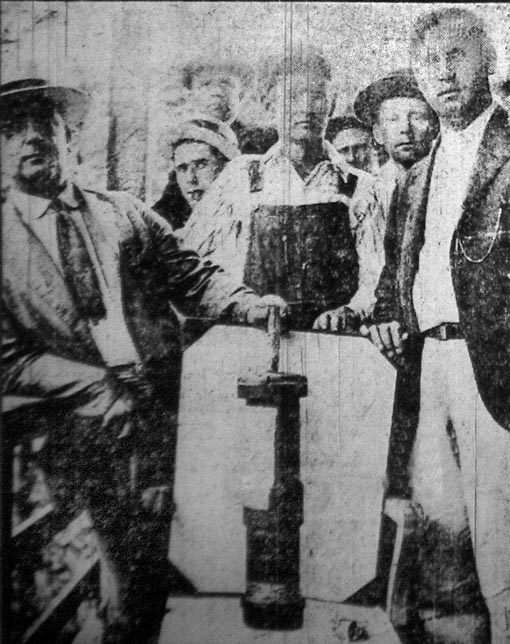
Grupo de mineiros apresentando uma das bombas utilizadas no conflito

Em termos simples a batalha teve como vencedor as minas de carvão, e seus associados. A (UMW) viu seu número de membros descer de 50 000 para 10 000 nos anos seguintes, em 1935 com a grande depressão e com o New Deal, apresentado pelo presidente Franklin Delano Roosevelt, a organização entrou em declínio total. 
Após a Primeira Guerra Mundial e a crise das industrias de carvão, os sindicatos em todos os estados passaram por dificuldades, sendo que o único estado sindicalizado que conseguia competir em produção de carvão com os outros era Illinois. 
Em escala maior os eventos demonstraram para ao país as condições terríveis de trabalho que os mineiros enfrentavam, forçando as companhias a tratarem do problema que antes era negligenciado. Os sindicatos das industrias mineradoras, passaram a lutar lado a lado com outros sindicatos trabalhistas, como o sindicato dos trabalhadores das indústrias metalúrgicas, por exemplo. No final a batalha e os eventos que se seguiram foram benéficos aos trabalhadores em geral, um movimento sindical organizado muito maior e mais forte em muitas outras indústrias e afiliações sindicais e organizações guarda-chuva, como a Federação Americana do Trabalho (AFL) e o Congresso de Organizações Industriais (CIO), foram implantados.

## Tesouros Arqueológicos e Futuro do Local
Em 2006 o arqueólogo Kenneth King, liderou um grupo de profissionais que exploraram Blair Mountain em busca de artefatos ligados com a batalha, foram encontrados 15 locais de conflito, sendo que foram coletados diversos armamentos e munições além de moedas e baterias, todos artefatos remanescentes da batalha.
Atualmente duas companhias mineradoras detém os direitos sobre o território de Blair Mountain, processos vem se arrastando na justiça entre defensores da preservação do sítio, como memória dos eventos históricos ocorridos, e representantes das companhias extrativistas. Em 2018 foram proibidas operações extrativistas na região, sendo por determinação da justiça o local protegido como patrimônio histórico dos Estados Unidos.

## Na Cultura
A marcha de Blair Mountain, bem como os eventos que a antecederam e os que a seguiram, são retratados nos romances Storming Heaven (Denise Giardina, 1987), Blair Mountain (Jonathan Lynn, 2006) e Carla Rising (Topper Sherwood, 2015). Em The Ballad of Trenchmouth Taggart (Glenn Taylor, 2008), o personagem principal do livro conhece Sid Hatfield e está envolvido no "Massacre de Matewan" e na batalha que se seguiu. O filme Matewan de 1987 de John Sayles retrata o "Massacre de Matewan", e uma pequena parte da história de Blair Mountain. A coleção de poesia de Diane Gilliam Fisher, Kettle Bottom, também enfoca os acontecimentos da Batalha de Blair Mountain, da perspectiva das famílias dos mineiros.